# Carlos Rodríguez (Boxer)
Carlos Rodríguez (* 15. März 1939) ist ein ehemaliger venezolanischer Boxer.

## Werdegang
Carlos Rodríguez nahm bei den Olympischen Sommerspielen 1956 in Melbourne im Halbweltergewichtsturnier teil. Dort schied er in seinem Erstrundenkampf gegen den Dänen Hans Petersen aus.